# 罗伯托·穆西
罗伯托·穆西（義大利語：Roberto Mussi，1963年8月25日—），意大利男子足球运动员，场上位置是后卫。他曾代表意大利参加1994年国际足联世界杯和1996年欧洲足球锦标赛。